# Campionati europei di ciclismo su strada 2013 - Cronometro maschile Under-23
La cronometro maschile Under-23 dei Campionati europei di ciclismo su strada 2013 si è svolta il 19 luglio 2013 nella Repubblica Ceca, su un percorso totale di 23,0 km. La medaglia d'oro è stata vinta dal belga Victor Campenaerts con il tempo di 30'37"77 alla media di 45,05 km/h, davanti all'ucraino Oleksandr Holovaš e al tedesco Jasha Sütterlin terzo.

## Classifica (Top 10)
| Pos. | Corridore             | Squadra   | Tempo    |
| ---- | --------------------- | --------- | -------- |
| 1    | Victor Campenaerts    | Belgio    | 30'37"77 |
| 2    | Oleksandr Holovaš     | Ucraina   | a 7"     |
| 3    | Jasha Sütterlin       | Germania  | a 25"    |
| 4    | Marlen Zmorka         | Ucraina   | a 37"    |
| 5    | Andžs Flaksis         | Lettonia  | a 39"    |
| 6    | Alexis Guérin         | Francia   | a 40"    |
| 7    | Alexis Gougeard       | Francia   | a 41"    |
| 8    | Bekir Baki Akirsan    | Turchia   | a 44"    |
| 9    | Maximilian Schachmann | Germania  | a 47"    |
| 10   | Rasmus Sterobo        | Danimarca | a 49"    |